# Capcir

Capcir în Pirineii Ocrientali

Capcir este o regiune istorică și geografică din sud vestul Franței în departamentul Pyrénées-Orientales, regiunea Languedoc-Roussillon. Este considerată a fi o comarcă catalonă istorică, teritoriul acesteia, Catalonia de Nord, fiind transferat Franței prin Tratatul Pirineilor din 1659.